# Tacarigua (Trinidad y Tobago)
Tacarigua es una localidad de Trinidad y Tobago, que forma parte de la región de Tunapuna-Piarco.

## Geografía
La localidad abarca parte de la isla Trinidad y limita al norte con Kandahar, al sur con Trincity, Dinsley y Cane Farm, al este con Kandahar y Cane Farm y al oeste con Paradise Gardens y El Dorado.

## Demografía
Datos demográficos de la localidad de Tacarigua:
| Gráfica de evolución demográfica de Tacarigua entre 2000 y 2011 |
|                                                                 |